# Kiwai (Volk)

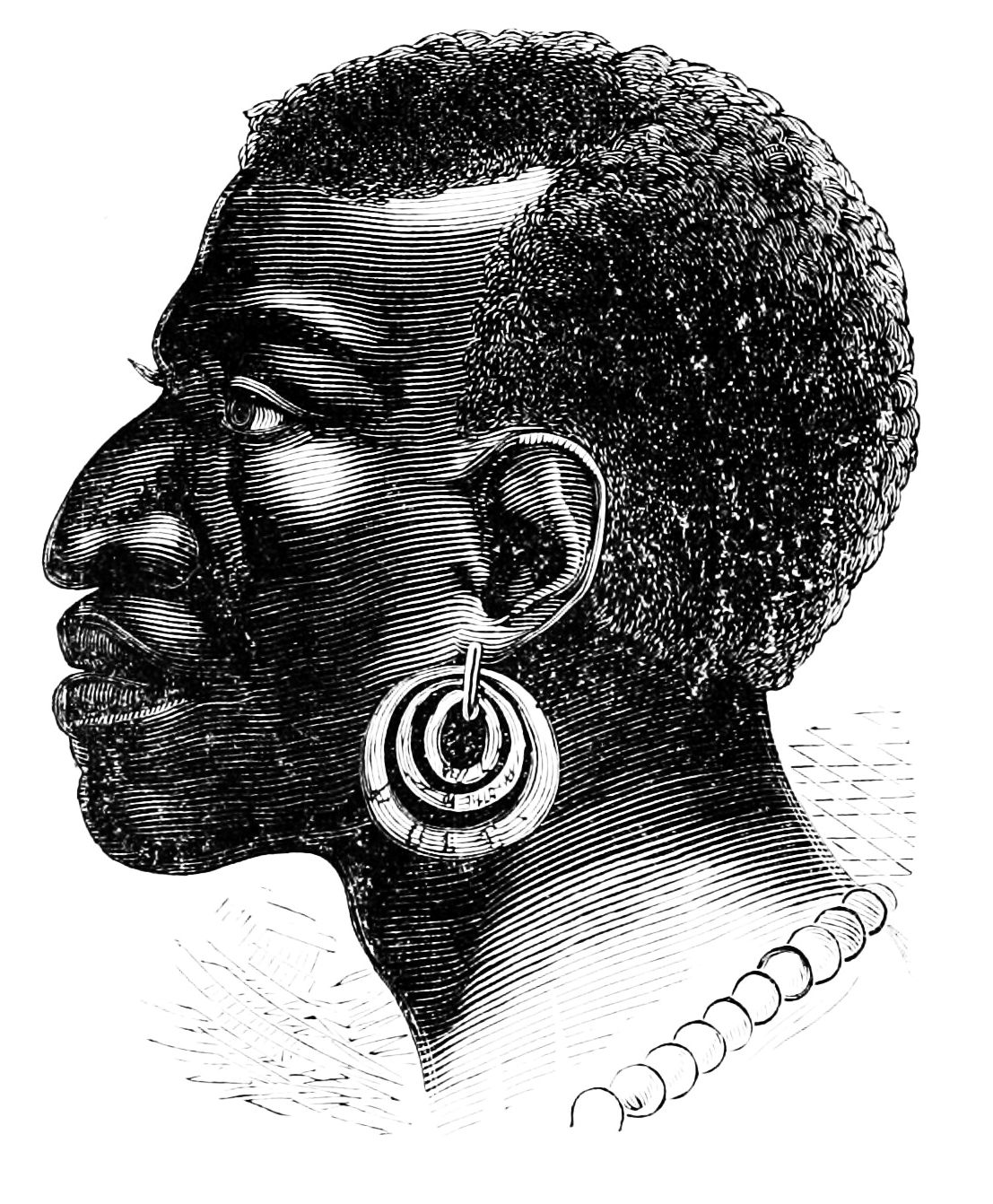
Kiwai-Mann (1881)

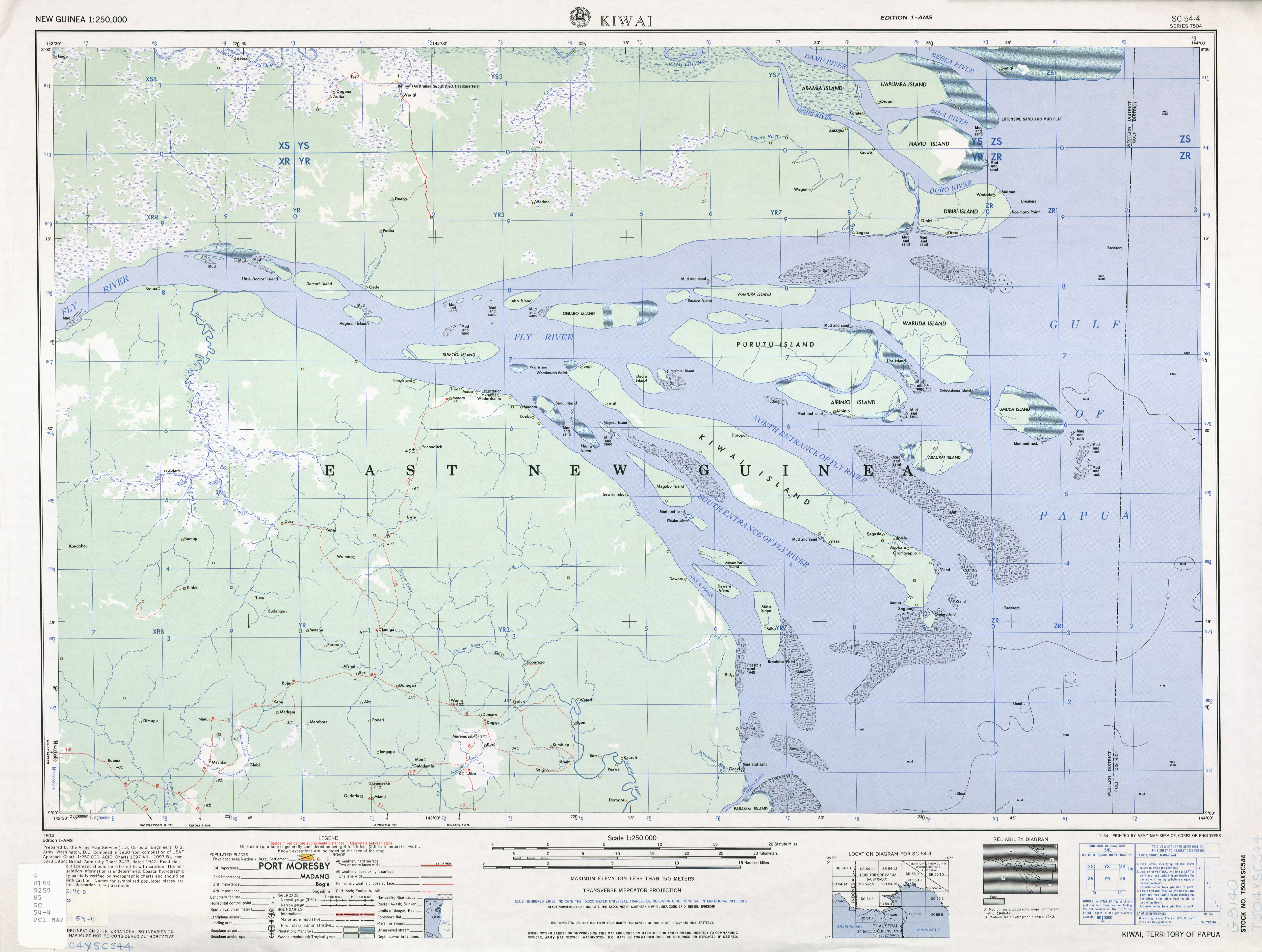
Delta des Fly-Flusses und der vom Mündungswasser umschlossenen Kiwai-Insel, auf der die Kiwai vornehmlich leben.

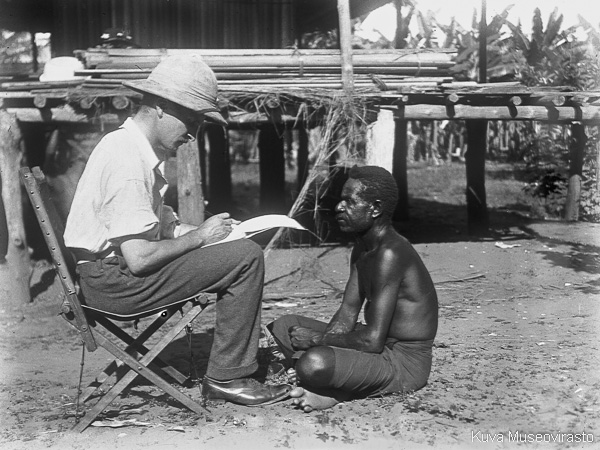
Gunnar Landtman im Gespräch mit einem Informanten (1911)

Die Kiwai sind eine Ethnie, die vornehmlich auf der gleichnamigen und größten Binneninsel des Flussdeltas des Fly, auf Kiwai, in Papua-Neuguinea (Golf von Papua) leben. Sie besiedeln noch einige weitere Inseln und verschiedene Küstendörfer auf dem Festland.
Die Kiwai wohnen in bisweilen sehr großen Langhäusern (moto). Der finnische Ethnologe Gunnar Landtman beschreibt in seinen während des Aufenthaltes in den Jahren von 1910 bis 1912 gefertigten Aufzeichnungen, dass in Oromosapua ein Langhaus von 154 Metern Länge gestanden habe. Zusätzlich besitzen die Männer des Volkes eigene Männerhäuser (dárimo), die sie zu rituellen Zwecken nutzen, früher auch zur Vorbereitung von Kriegszügen. In den Dorfgemeinschaften herrschte unter den Männern Gleichrang vor, wenn nicht Krisenzeiten eine temporäre Führerschaft Einzelner (big men) erforderlich machte. Die Frauen spielen eine untergeordnete Rolle und dürfen bei zahlreichen Anlässen nicht zugegen sein. Landtman studierte die Kiwai eingehend und stellte fest, dass die Ideologie des Geschlechterverhältnisses rituell verarbeitet wird. So beschmierten die Männer ihre Schwirrhölzer nach dem Geschlechtsverkehr mit den Sexualsekreten ihrer Frauen und ließen die Geräte über alle Gärten fliegen, sodass sich die „usual medicine“ darüber verteilen konnte. Hierüber wurden die Frauen regelmäßig weder informiert, noch waren sie anwesend. Ein wiederholt beobachteter Pflanzritus für Yams, Batate oder Bananen verlangte, dass eine alte Frau sich im Garten mit angewinkelten Knien auf den Rücken legen musste, sodass ein Mann die Pflänzlinge zwischen ihren Beinen durchführen konnte.
Wie sehr viele Populationen auf Neuguinea leben die Kiwai vom Gartenbau, indem sie bevorzugt Sago, Yams, Taro und diverse Gemüsesorten anbauen. Zur Aussaat und Ernte pflegen sie differenzierte Zeremonien und Riten, die ihre mythologischen Vorstellungen zum Ausdruck bringen. So wird zum Beispiel ein Wunschbaum errichtet, um eine gute Ernte zu garantieren. Neben dem Feldbau spielen Fischfang und die Jagd auf Seekühe und Schildkröten eine gewichtige Rolle. Hierbei werden Harpunen eingesetzt. An Land werden Wildschweine und Vögel bejagt. Ähnlich wie bei den Marind-anim werden die Rituale zur Fruchtbarkeit und Jagd elaboriert gestaltet und dramatisch aufgeführt. Den starken Glauben der Kiwai an die Feldbaumagie mit ihren Fruchtbarkeitsriten beschreibt eingehend auch der deutsche Völkerkundler Adolf Ellegard Jensen.